# Karel Ozvald
Karel Ozvald, slovenski pedagog, * 20. januar 1873, Središče ob Dravi, † 30. november 1946, Ljubljana.

## Življenje in delo
Ozvald je leta 1899 doktoriral iz filozofije na univerzi v Gradcu, nato poučeval na gimnazijah v Kranju, na Ptuju in Gorici. Ko je bil še srednješolski učitelj v Gorici, so mu v letu ustanovitve Univerze v Ljubljani ponudili mesto profesorja pedagogike. Delo je opravljal sam vse do konca študijskega leta 1945, ko ga je nasledil Stanko Gogala. V študijskem letu 1927/28 je bil dekan Filozofske fakultete.
Ozvald je na Slovenskem začel uveljavljati novo pedagoško smer - kulturno pedagogiko. V nasprotju z dotedanjima opredelitvama, da je vzgoja socialni (gojenčevo vraščanje v družbo) oziroma naravni proces (razvoj gojenčeve narave), je kulturna pedagogika pojmovala vzgojo kot kulturni proces; njen namen je, da objektivne kulturne vrednote čim bolj prehajajo v subjektivno kulturnost gojenca in ga tako razvijajo v osebnost.

## Odlikovanja
- red sv. Save III. stopnje (1926)
- red belega orla V. stopnje (1928)